# Сабанєєв Леонід Павлович
Леоні́д Па́влович Сабанє́єв (рос. Леонид Павлович Сабанеев; *25 березня (6 квітня) 1844, місто Ярославль — †1898, місто Ялта) — російський зоолог.
Закінчив Московський університет. Під час навчання в університеті і в останні роки життя вивчав мисливську фауну Росії, мисливське господарство та спортивну риболовлю. Здійснив поїздки по Уралу в 1868–1870 роках. За його ініціативи в місті Єкатеринбург 1870 року створено Товариство любителів природознавства. У працях товариства надруковано немало наукових статей з фауни Удмуртії. В 1873–1877 роках видавав журнал «Природа», а з 1878 року — журнал «Природа та полювання».
У праці «Позвоночные Среднего Урала и географическое распространение их в Пермской и Оренбургской губерниях» 1874 року вказав види тварин, що мешкали у східних районах Удмуртії.
Син Леоніда Сабанєєва, Леонід Леонідович — відомий музикознавець і композитор.

## Твори
- Жизнь и ловля пресноводных рыб. 4 изд. Киев, 1960
- Охотничий календарь, 1892